# 기로티라 운데르우디아나
기로티라 운데르우디아나(Gyrothyra underwoodiana)는 망울이끼목에 속하는 우산이끼류의 일종이다. 기로티라과(Gyrothyraceae)와 기로티라속(Gyrothyra)의 유일종이다.